# Жан Пюсель
Жан Пюсе́ль (фр. Jean Pucelle, бл. 1300(?) — 1335) — французький художник-мініатюрист, який згадується в документах з 1319 по 1335 рік.

## Біографія
Жана Пюселя вважають майстром, що заклав основи французького національного живопису. Його ім'я було введене у науковий обіг наприкінці XIX століття, коли французький вчений, знавець середньовічних рукописів Леопольд Деліль, вивчаючи «Бельвільський бревіарій» (Париж, Національна бібліотека), виявив надпис, в якому Пюсель згадується як голова майстерні з виготовлення манускриптів. В іншому випадку ім'я Пюселя разом з іменами двох його колег, було знайдене в короткому надписі, зробленому в Біблії, яку переписав англійський копіїст Роберт Біллінг («Біблія Роберта де Біллінга», Національна Бібліотека, Париж). Крім цього було виявлено, що Жан Пюсель фігурує в інвентарному описі герцога Беррійського, як автор «Часослова Жанни д'Евре» «з чорно-білими картинками, призначеними для проповідників» (Музей Метрополітен, Нью-Йорк). Цікаво, що цей «Часослов» фігурує в герцогському описі як «Часослов Пюселя». Подібне позначення в описі було далеким від прийнятої в ті часи практики класифікації книг в королівських бібліотеках і може розглядатися як найбільша присвята, своєрідна аколада. Мініатюри трьох перерахованих рукописів стали фундаментом для вивчення творчості художника. Надалі ім'я Жана Пюселя було виявлене в податкових звітах та інших документах.
Точна дата народження художника невідома; ймовірно, він народився близько 1300 року. Виходячи із стилістичних особливостей його мініатюр, вчені припустили, що, до того як стати самостійним художником, приблизно у 1315–1320 роках Пюсель пройшов навчання у Майстра Оноре з Ам'єна, художнє ательє якого розташовувалося на тій же вулиці Еренбурк, на якій згодом відкрив свою майстерню Пюсель. З іншого боку, в мініатюрах художника виявляється явний зв'язок з творами Дуччо і Джотто, тому виникла гіпотеза (документально не підтверджена), що приблизно у 1320 році він міг побувати в Італії і познайомитися з сучасними досягненнями сієнської і флорентійської шкіл живопису. До періоду між 1319 і 1324 роками належить найперше згадування Пюселя, виявлене в архівних документах; в ньому повідомляється про передачу грошей за виконання ескізу печатки для братства шпиталю Сен Жак о Пелерін у Парижі, тобто до цього часу він вже мав власну майстерню. У 1323–1326 роках Пюсель працював над «Бельвільським бревіарієм». У 1327 році з його майстерні вийшов манускрипт, відомий сьогодні як «Біблія Роберта де Біллінга». До 1325–1328 років відносять створення «Часослова Жанни д'Евре». У 1330–1335 роках Пюсель і його майстерня працювали над манускриптом «Дива Нотр-Дам» (Національна бібліотека, Париж). Творче життя майстра було успішним, повним відкриттів, але нетривалим — він помер у 1335 році.

## Творчість
З ім'ям Жана Пюселя пов'язаний новий етап у розвитку французької мініатюри. Він був виразником суто французького духу — виточеного, легкого й іронічного. Його мініатюри сповнені новим прочитанням старих сюжетів, а поля сторінок розмальовані гротесками, які отримали назву «дролері» (від фр. droler — забавляти). В цих «доповненнях» до головного сюжету сторінки можна побачити винахідливі фантазії та іронію, коли людське тіло закінчується, наприклад, риб'ячим хвостом, а з-під чернечого плаща визирають копита цапа або пташині лапи.
Відомий французький науковець Андре Шастель виділяє три стилістичні особливості, які відрізняють мініатюри Пюселя від попереднього французького живопису і є важливими для розуміння суті творчості художника. По-перше, це пластичне моделювання фігур. Незалежно від того, виконані вони в гризайлі або поліхромні, фігури в його мініатюрах подібні до освітлених яскравим світлом статуй, а не до плоских силуетів, розміщених на розфарбованому тлі, як це було у попередньому живописі. Дивує свобода, з якою він розвертає постаті в найрізноманітніших ракурсах. Безсумнівно, це є свідченням знайомства з новітніми досягненнями живопису, зокрема, творчістю Дуччо і Джотто.

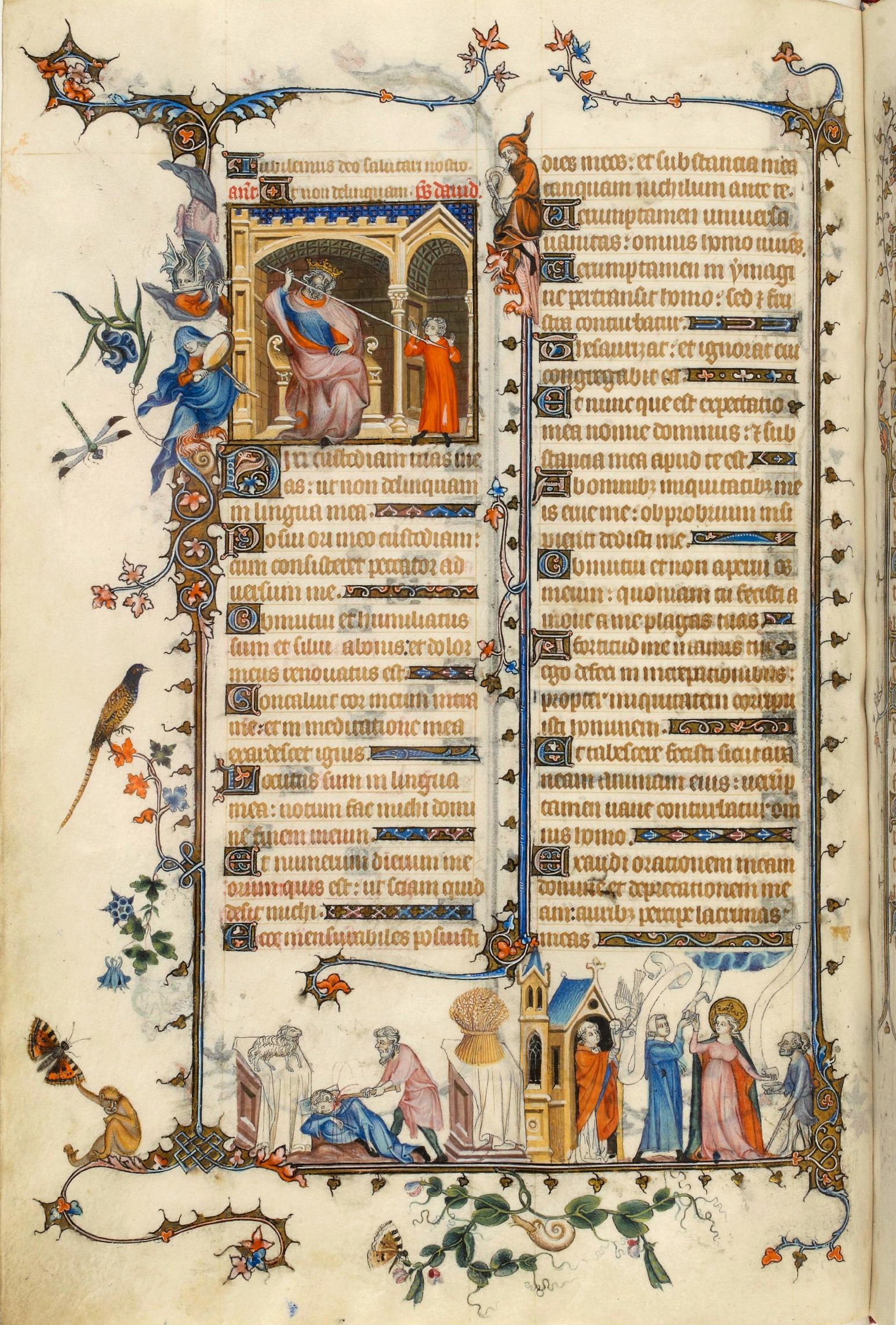
Бельвільський бревіарій, аркуш 24. Зверху: Саул і Давид. Внизу: Каїн вбиває Авеля; Євхаристія; Милосердя. Національна бібліотека, Париж.

По-друге, це інтуїтивне (не наукове, як у часи Ренесансу) відчуття простору, яке він намагався втілити у своїх роботах (що, на думку експертів, також було інспіроване роботами італійців). Спробу передачі просторового об'єму можна побачити, наприклад, в мініатюрі «Благовіщення» з «Часослова Жанни д'Евре», де фігуру Богоматері художник розмістив всередині споруди на зразок табернаклю зі спробою, де є намагання передати його глибину. Мініатюра майже повністю копіює подібний сюжет зі знаменитої «Маести» Дуччо. Дослідники відзначають, що Пюсель використовував у своїй роботі різні види побудови перспективи — зворотню, осьову і деякі елементи прямої. Щоб краще передати настрій світло-повітряного середовища, що огортає фігури, він згущував тони в глибині інтер'єру, надаючи йому більш реального вигляду.
По-третє, це гумор, властивий багатьом його мініатюрам. На берегах сторінок пюселівських манускриптів розміщується дивовижний, забавний бестіарій, в якому переплетені найрізноманітніші рослини, комахи, птахи і тварини (у цих натуралістичних малюнках тваринного світу науковці бачать початок того «готичного натуралізму», який стане головною особливістю всього живопису північної Європи XIV–XV століть). Наприклад, на аркуші з «Бельвільського бревіарія» (лист 24, verso) зображені равлик, бабка, фазан, метелик, що п'є нектар з квітки, і мавпочка, яка схопила метелика-красавку за крило. Зображення бабки (demoiselle) на мініатюрах Пюселя, судячи з усього, було чимось на зразок особистого підпису художника, оскільки в іншому значенні слово demoiselle означає те ж, що й слово pucelle — «служниця». Ймовірно, так жартівливо художник «підписував» свої мініатюри. У його іронії, що супроводжує священні тексти, вчені вбачають зародження і візуальне втілення того вільнодумства, яке через століття з усією повнотою виразиться у добі Просвітництва.
«Пюселівскій стиль» кілька десятиліть (до 1380-х років) домінував на ринку французької мініатюри. Його послідовники, такі як Жан Ленуар, Майстер Бокето, Майстер «Зілля Фортуни» та інші не внесли ніяких серйозних новацій. Зміни стали відбуватися з появою придворної «інтернаціональної готики», але й художники, які працювали в цій новій манері, використовували багато чого з багатої спадщини Пюселя (зокрема, дролери), у зв'язку з чим його вважають одним з засновників цього стилю.

### Бельвільський бревіарій
«Бельвільський бревіарій» був замовлений близько 1323–1326 років невідомим домініканським конвентом і призначався для Жанни Бельвільської, дружини Олів'є де Кліссона. Манускрипт має багату історію. Протягом 15 років після свого створення бревіарій належав Жанні Бельвільській; у 1380 році перебував у колекції французького короля Карла V (1364–1380), потім у колекції його сина Карла VI (1380–1422), який подарував його своєму зятеві, англійському королю Річарду II. Далі англійський король Генріх IV подарував бревіарій герцогу Жану Беррійському (1340–1416), який передав його своїй племінниці Марії Французької, черниці в Пуассі. У черниць Пуассі книга перебувала до 1559 року. Бревіарій містить загалом 876 аркушів (два томи: 1-й з 446 аркушів — зібрання літніх молитов, 2-й том з 430 аркушів — зібрання зимових молитов), кожен аркуш має розміри 240 × 170 мм. Текст написаний латиною. У тексті міститься повідомлення про те, що манускрипт виготовлений в майстерні Пюселя, якому асистували Жаке Масі, Ансьйо де Сенс і Жан Шевр. Бревіарій являв собою найновіше слово у художньому оформленні рукописів; в ньому дивовижна гармонія тексту, орнаментів і мініатюрних ілюстрацій. Колористичне багатство мініатюр свідчить про те, що в майстерні Пюселя були зібрані чудові помічники. Нині манускрипт зберігається в Національній бібліотеці, Париж.

### Часослов Жанни д'Евре
«Часослов Жанни д'Евре» ймовірно був замовлений французьким королем Карлом IV для своєї дружини Жанни д'Евре (бл. 1310–1371) з нагоди весілля або коронації. Після смерті Жанни у 1371 році манускрипт перейшов до короля Карла V, потім до його брата, герцога Жана Беррійського (1340–1416), в бібліотеці якого він був відзначений 1401 року. Згодом часослов опинився у барона Луї-Жюля дю Шателе, а в XIX столітті в колекції баронів Едмонда і Альфонса Ротшильдів. У 1954 році барон Моріс де Ротшильд продав часослов Музею Метрополітен, Нью-Йорк, де він зберігається донині. У манускрипті 209 аркушів розміром 94 × 64 мм, текст написаний латиною, міститься 25 мініатюр у всю сторінку і близько 700 дрібних маргінальних фігурок на берегах аркушів. Мініатюри виконані в техніці гризайль, з якою Пюсель міг познайомився під час поїздки до Італії. Експерти вважають, що це єдиний манускрипт виконаний Жаном Пюселем особисто, без помічників. Мініатюри часослова поділяються на три цикли; два перших присвячені пристрастям Христовим, третій — дев'яти епізодам з житія короля Людовика Святого, який був канонізований 1297 року і ревно шанувався при французькому дворі. Застосування різних відтінків сірого за майже повної відсутності кольору науковці вважають не схильністю художника до аскетизму, а різновидом витонченого оздоблення, своєрідним шиком. Подібно ілюстраціям «Бельвільського бревіарія», для мініатюр часослова характерний італійський вплив і благочестивість, а для маргіналій — французька розкутість.

### Інші манускрипти
Третім манускриптом, з точно встановленим авторством майстерні Пюселя є «Біблія Роберта де Біллінга» (1327, Національна бібліотека, Париж, MS. Lat. 11935). Мініатюри цього рукопису більш консервативні, в них немає тієї іскрометності і винахідливості, які можна побачити у двох найкращих творах Пюселя. Можливо це пов'язано з уподобаннями замовника або з тим, що мініатюри виконували два його помічники (Пюсель очолював проект, відповідав за його дизайн і за фінансування). Манускрипт «Дива Нотр-Дам» (1330–1335, Національна бібліотека, Париж; Ms. Nv. Acq. Fr. 24541) приписується його майстерні за стилістичними характеристиками. Міра участі самого Пюселя в мініатюрах цих рукописів залишається предметом дискусій. Подібним чином майстерні Жана Пюселя приписують ще низку манускриптів: «Бревіарій Бланш Французької», «Часослов Жанни Савойської», «Часослов Іоланди Фландрської», «Часослов Жанни II Наваррської», однак мініатюри цих рукописів виконані, швидше за все, не ним самим, а в «стилі Пюселя», тобто, його помічниками або послідовниками.

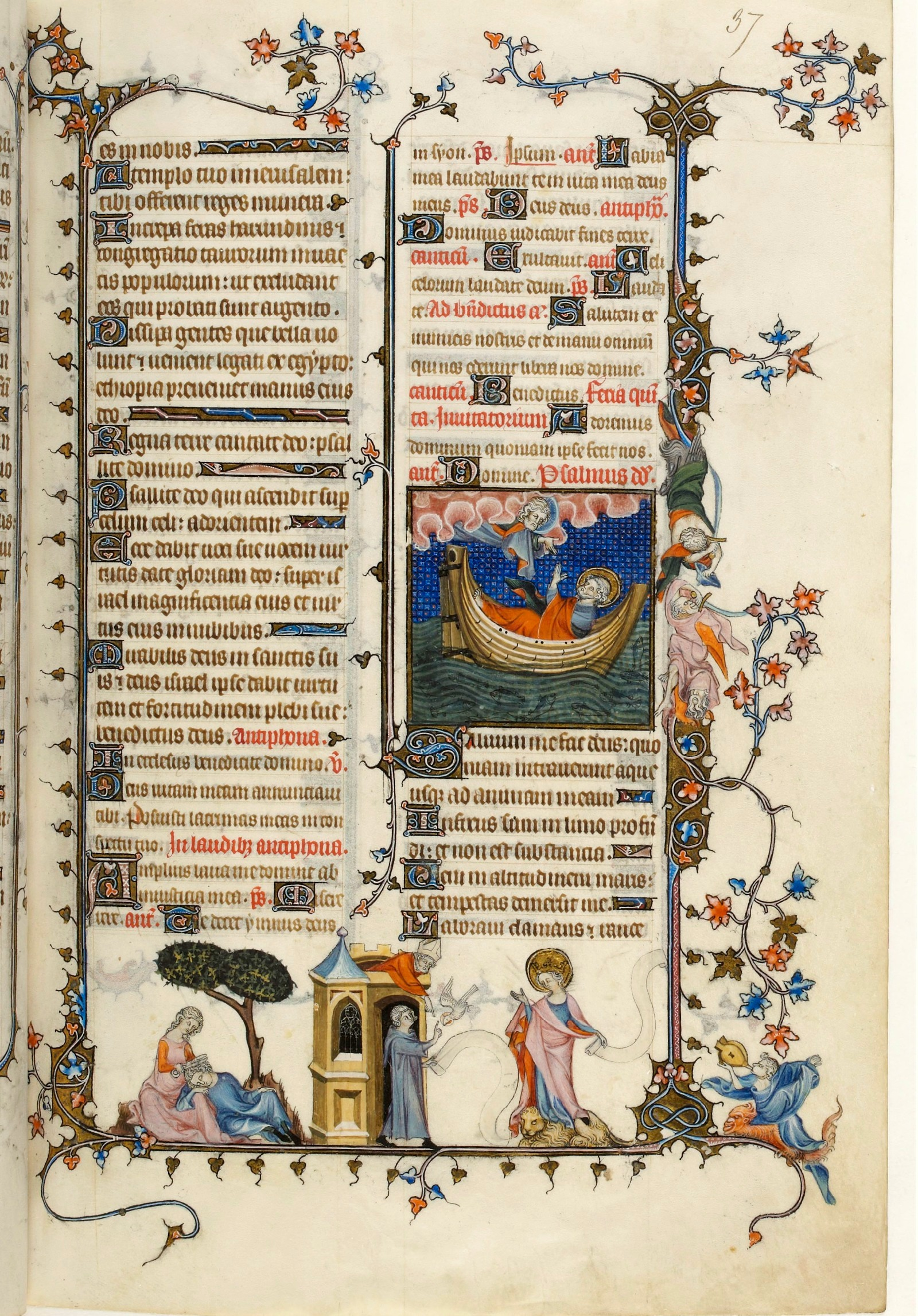
Бельвільський бревіарій, том I, аркуш 37. Зверху: «Випробовування віри св. Петра», внизу: «Самсон і Даліла»
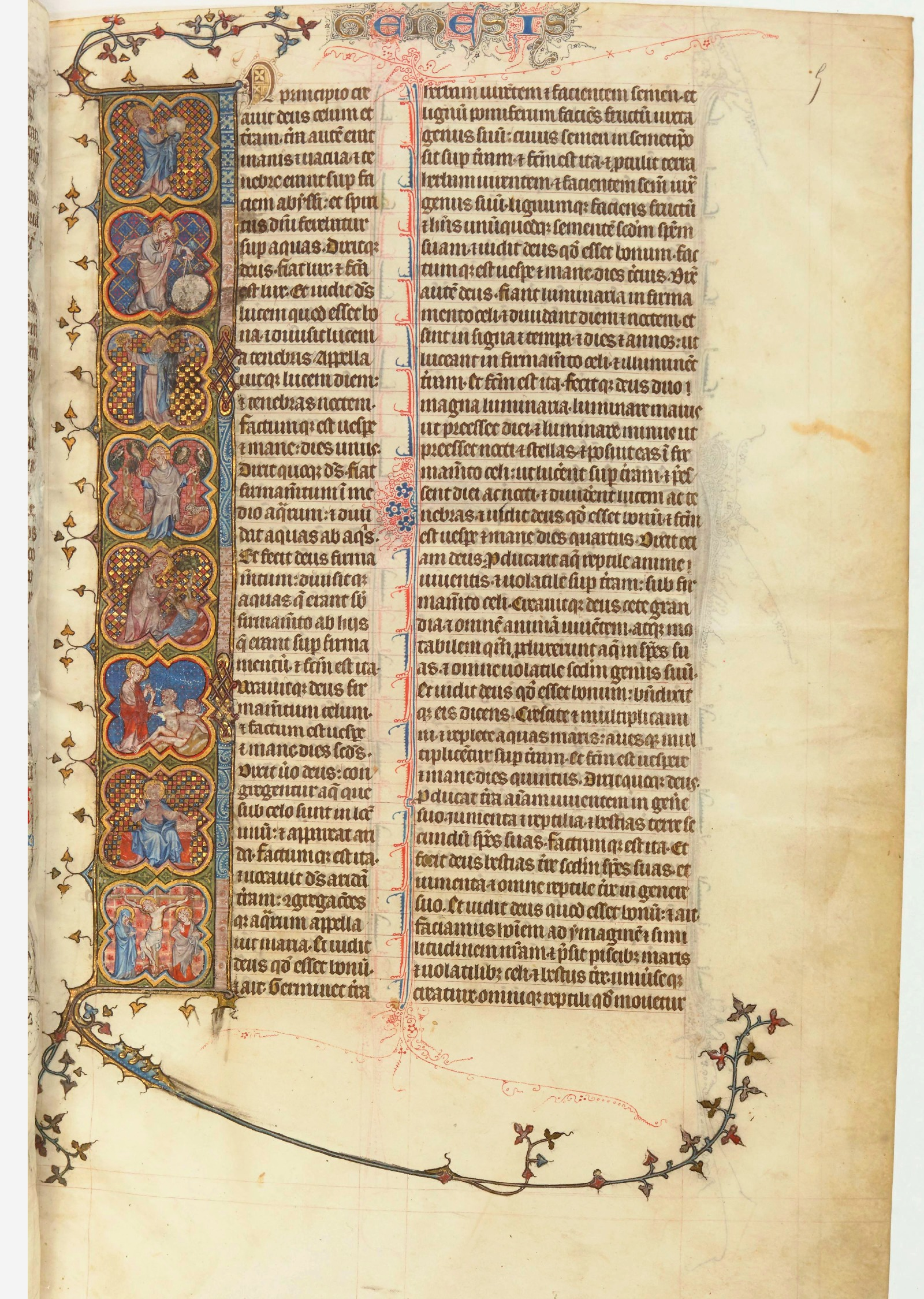
Біблія Роберта де Біллінга, аркуш 5, мініатюри з «Книги Буття». Національна бібліотека, Париж
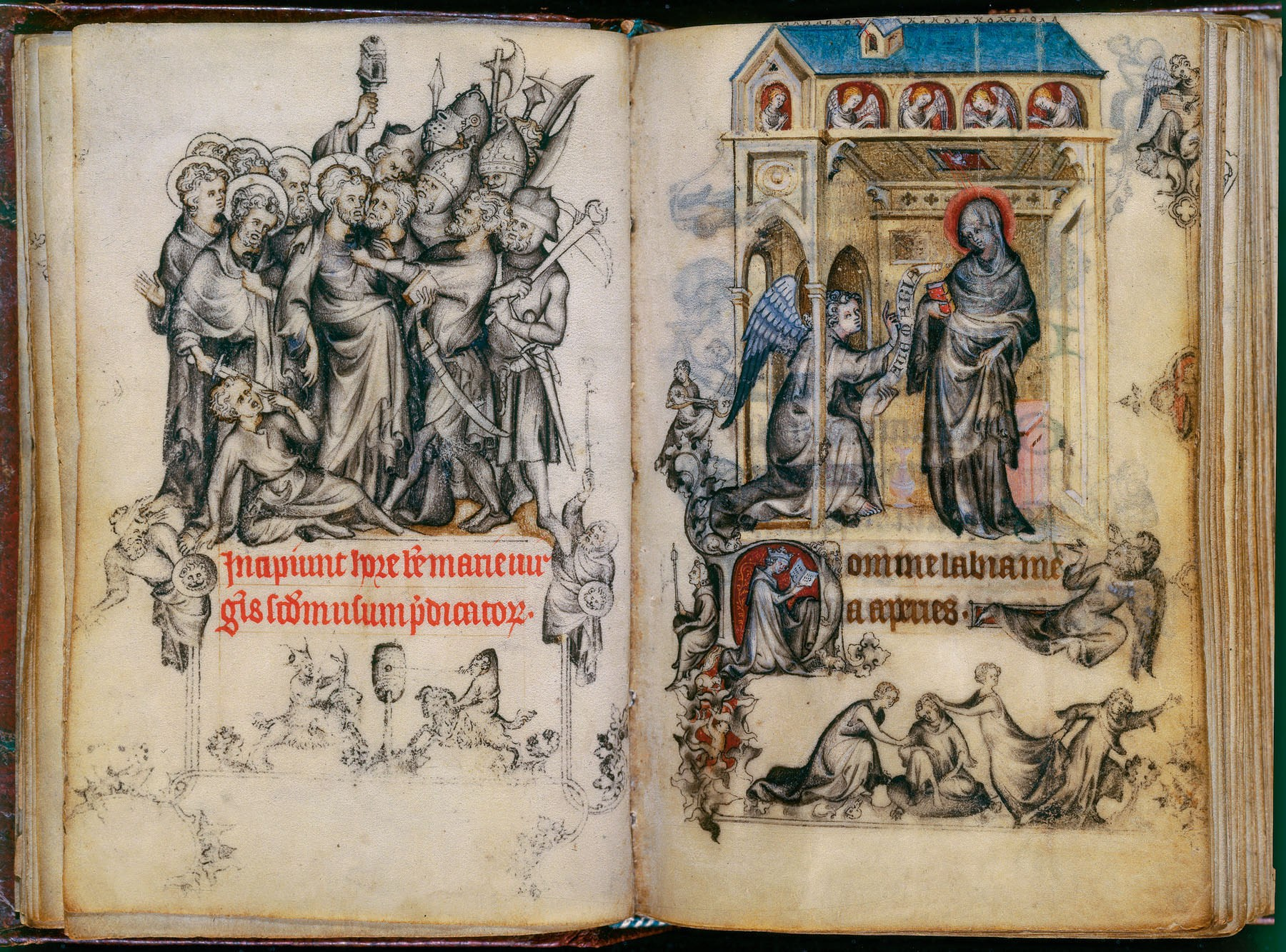
Часослов Жанни д'Евре, «Поцілунок Юди» і «Благовіщення». Сама Жанна д'Евре зображена внизу на червоному тлі з часословом у руці. Музей Метрополітен, Нью-Йорк
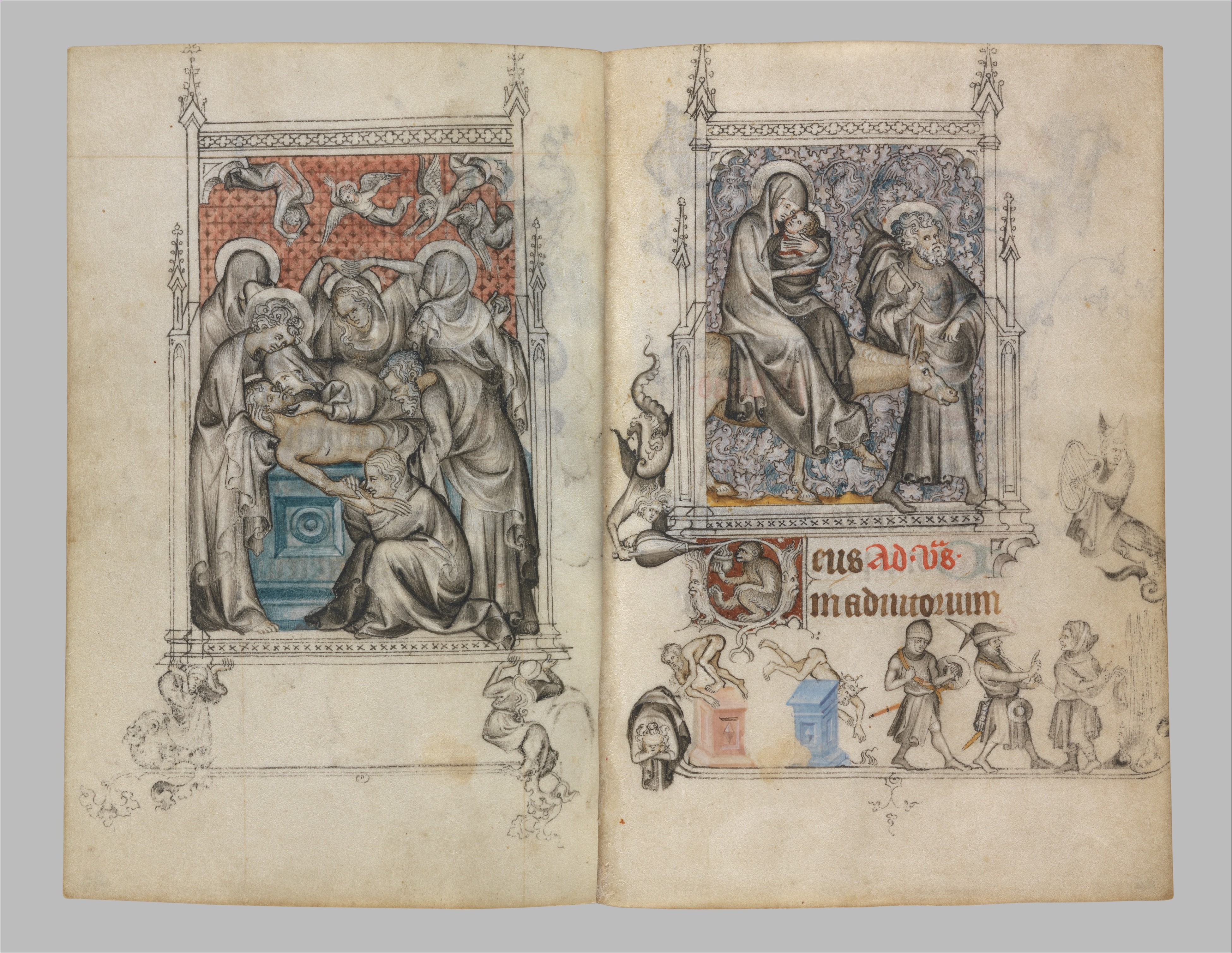
Часослов Жанни д'Евре, «П'єта» і «Втеча в Єгипет». Музей Метрополітен, Нью-Йорк
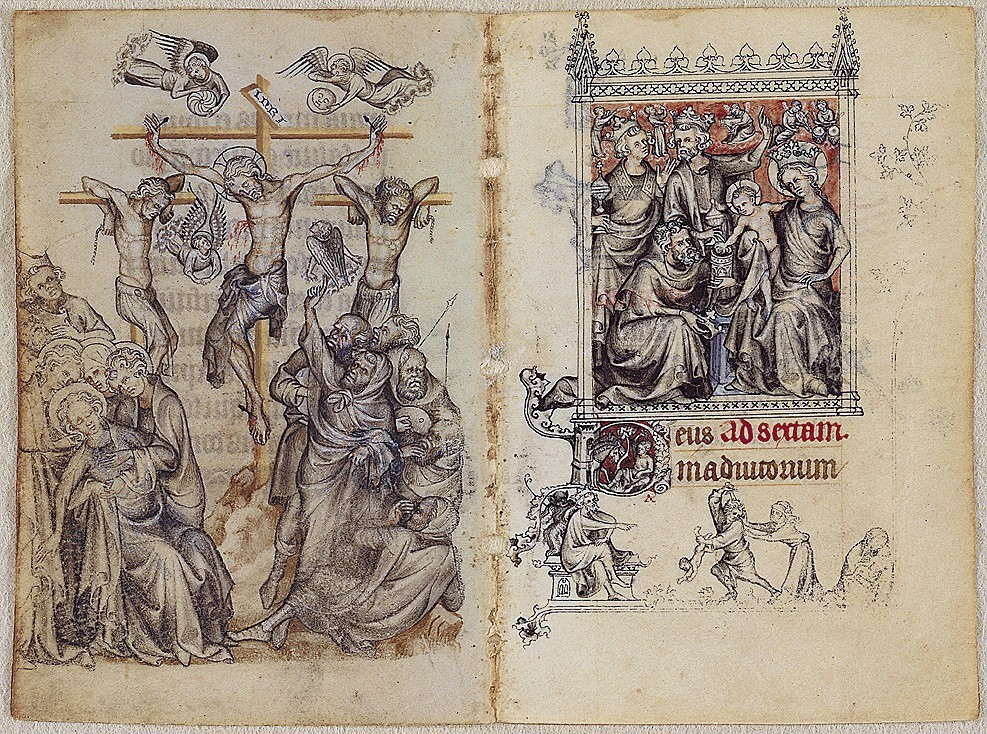
Часослов Жанни д'Евре, «Розп'яття» і «Поклоніння волхвів». Музей Метрополітен, Нью-Йорк
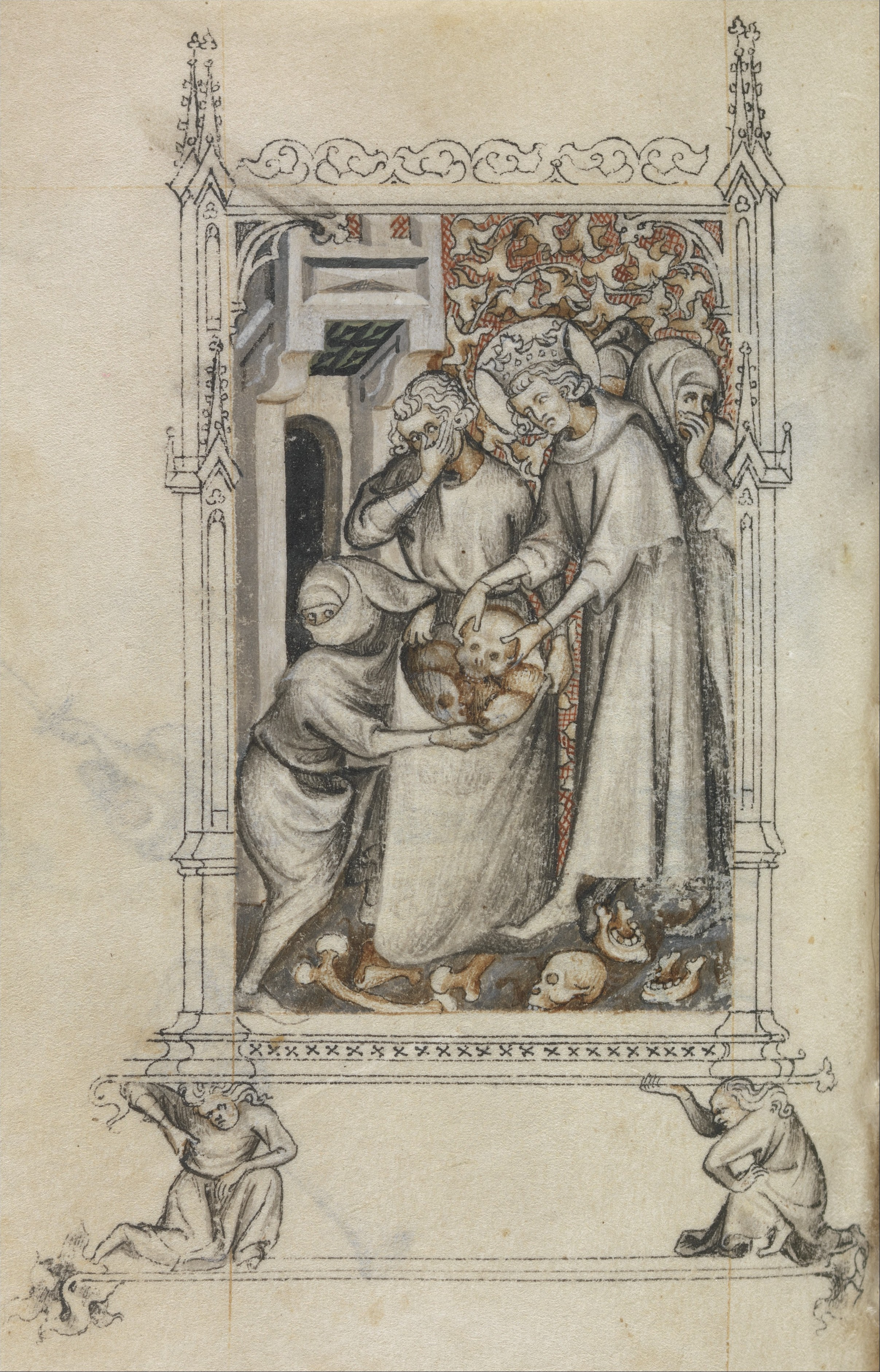
Часослов Жанни д'Евре, мініатюра з циклу Людовика Святого. Музей Метрополітен, Нью-Йорк
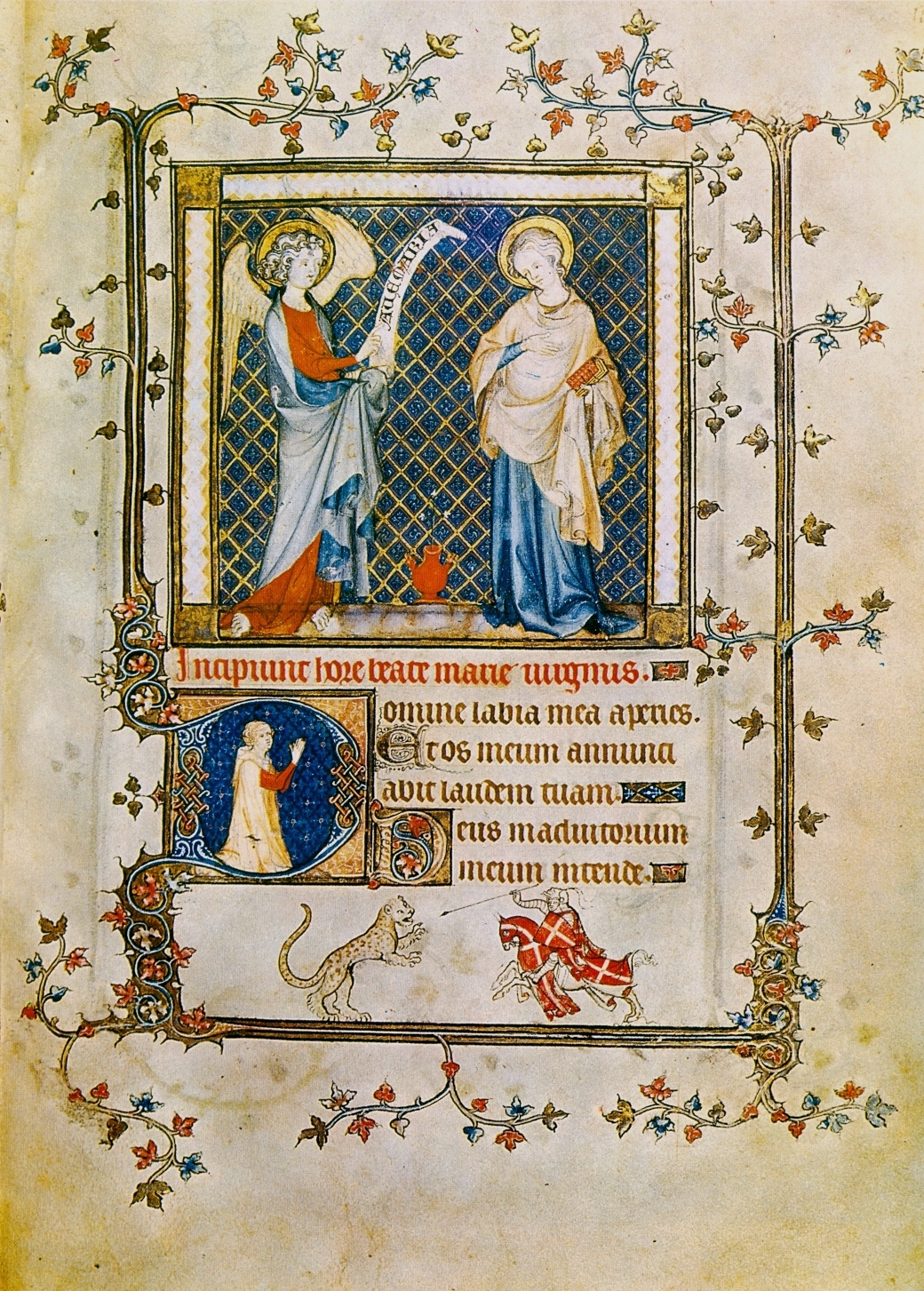
Майстерня Пюселя. «Благовіщення», мініатюра з «Часослова Жанни Савойської». Музей Жакмар Андре, Париж